# Frost laws
In diversi stati degli USA, le Frost laws (lett. leggi del frost) sono leggi o regole per il traffico stradale che impongono restrizioni stagionali riguardo ai limiti di peso e velocità.
Nei climi che sperimentano temperature al di sotto del congelamento, i danni provocati alle strade dal criosollevamento hanno costretto molti stati degli Stati Uniti ad emanare delle leggi.
Nel Michigan, per esempio, durante i mesi di marzo, aprile e maggio vengono ridotti i pesi assali legali dei veicoli fino al 35%.  Alcune zone permettono anche che i veicoli pesanti possano viaggiare a un massimo di 35 miglia all'ora (miles per hour, mph), incuranti dei limiti segnalati.
Le leggi sul frost hanno un impatto significativo sullo scavo e le industrie della costruzione edilizia.  I progetti degli edifici, in alcuni casi, non possono iniziare perché l'attrezzatura per lo scavo non può essere legalmente trasportata sul posto fino al disgelo del suolo.